# Scybalocanthon balachowskyi
Scybalocanthon balachowskyi är en skalbaggsart som beskrevs av Martinez och Halffter 1972. Scybalocanthon balachowskyi ingår i släktet Scybalocanthon och familjen bladhorningar. Inga underarter finns listade i Catalogue of Life.